# فلاد فيلات
فلاد فيلات (بالرومانية: Vladimir Filat) (و. 1969 – م) هو سياسي من مولدوفا .

## التعليم
تعلم في جامعة أليكساندرو إيوان كوزا.